# Muhammad al-Nafs al-Zakiya
 (janvier 2016).
Si vous disposez d'ouvrages ou d'articles de référence ou si vous connaissez des sites web de qualité traitant du thème abordé ici, merci de compléter l'article en donnant les références utiles à sa vérifiabilité et en les liant à la section « Notes et références ».
Muhammad Ibn Abdallah an-Nafs az-Zakiya (« l'homme à l'âme pure ») ou Muhammad Nafs Zakiya, est le fils de 'Abd Allah ben al-Hasan ben Hasan et le frère de Ibrâhîm. Zakiya est l'arrière petit-fils de Al-Hassan ibn Ali (624-669) fils d''Ali ben Abû-Tâlib.
Vivant sous le règne d'Abû Ja'far al-Mansur (754-775) deuxième calife abbasside. Il fut proclamé, par ses fidèles, mahdi en 737 et meurt au combat contre al-Mansur en 762. Il laissera après sa mort une réputation de saint homme. 
Il serait à l'origine de la dynastie alaouite (al alaouiyoune) qui s'installera au pouvoir au Maroc dès le XVIIe siècle. Les Banu zaydan seraient aussi ses descendants. Il est le frère d'Idris Ier.
Apparence : 
Pendant le califat abbasside, un jeune chef d'opposition charismatique et populaire s'est révolté contre le gouvernement, rassemblant une armée et prenant le contrôle de La Mecque et du Yémen avant d'être assiégé et tué à l'extérieur de Médine en 763 CE par les forces abbassides. Son nom était Muhammad ibn Abdallah al-Kamil, et il était surnommé Nafs al-Zakiya' ou l'âme pure, en raison de son caractère impeccable et de son attitude paisible. Le célèbre historien Tabari le décrit comme étant « grand, à la peau noir de jais et énorme ». Outre son surnom populaire de Nafs al-Zakiya, il était surnommé Charbon en raison de sa noirceur et Abu Ja'far Al-Mansour (le calife de l'époque) l'appelait Charbon.
Cette description de lui est remarquablement intéressante si l’on étudie l’affirmation selon laquelle il estimait avoir le droit de gouverner le monde musulman plus que le calife en exercice. Il a déclaré dans sa lettre à Abu Ja'far Al-Mansour : « Vous savez bien qu'aucune personne ayant une lignée, une noblesse et un statut égal au nôtre n'a revendiqué cette fonction. Par la noblesse de nos pères, nous ne sommes pas les fils des maudits, des exclus et de ceux qui ont été libérés de captivité... nous sommes les descendants de la [grande] mère du Messager d'Allah, Fatima bint Amr, dans la Jahiliya. , et les descendants de sa fille Fatima dans l'Islam.
Lignée : 
"Charbon" essayait de prouver à Abu Ja'far qu'il était un membre de sang pur de la maison prophétique et le plus noble de la tribu Quraysh. Fatima bint Amr était la seule épouse du grand-père du Prophète Abdul Muttalib à venir de la même tribu que lui. Son fils, Abdullah, est devenu le père du Prophète et son autre fils Abu Talib est devenu le père d'Ali, qui a épousé la fille du Prophète, Fatima.
Ali et Fatima étaient les parents de Hassan, Hussein, Zaynab et Umm Kulthoum, les seuls descendants du Prophète qui lui ont survécu et ont continué sa lignée, et lorsque le fils de Hassan, Hassan al-Muthanna et la fille de Hussein, Fatima, se sont mariés, ils ont donné naissance à Muhammad. Le père de Nafs Zakkiya, Abdallah al-Kamil. Sa mère appartenait également à la noblesse de Quraysh, puisqu'elle était la fille d'Abou Ubaydah ibn al-Jarrah, l'un des dix célèbres compagnons du Prophète à qui le paradis était garanti. Texte extrait et traduit du livre de Mustaga Briggs : Beyond Bilal, black history in Islam.